# Município de Jackson (condado de Perry, Ohio)
O município de Jackson (em inglês: Jackson Township) é um município localizado no condado de Perry no estado estadounidense de Ohio. No ano de 2010 tinha uma população de 2.856 habitantes e uma densidade populacional de 29,06 pessoas por km².

## Geografia
O município de Jackson encontra-se localizado nas coordenadas 39° 41′ 33″ N, 82° 18′ 59″ O. Segundo o Departamento do Censo dos Estados Unidos, o município tem uma superfície total de 98.26 km², da qual 97,16 km² correspondem a terra firme e (1,12 %) 1,1 km² é água.

## Demografia
Segundo o censo de 2010, tinha 2.856 habitantes residindo no município de Jackson. A densidade populacional era de 29,06 hab./km². Dos 2.856 habitantes, o município de Jackson estava composto pelo 97,79 % brancos, o 0,14 % eram afroamericanos, o 0,35 % eram amerindios, o 0,11 % eram asiáticos, o 0,25 % eram de outras raças e o 1,37 % eram de uma mistura de raças. Do total da população o 0,56 % eram hispanos ou latinos de qualquer raça.